# صبحی زمستانی پس از باران، گاردینر کریک
صبحی زمستانی پس از باران، گاردینر کریک (انگلیسی: Winter morning after rain, Gardiner's Creek) یک نقاشی رنگ روغن بر روی بوم کرباس از نقاش برجستهٔ استرالیایی مکتب هایدلبرگ، تام رابرتز می‌باشد که در سال ۱۸۸۶ طراحی گردید. نقاشی نشانگر مردی است سوار بر اسب که گله‌ای کوچک از گاوها را بر روی پلی در گاردینر کرک و در حومه ملبورن هدایت می‌نماید. این نقاشی هدیه‌ای است در سال ۲۰۱۱ به مناسبت ۱۳۰ سالگی افتتاح گالری از جانب مجموعه ام. جی. ام کارتر.